# نيك تيري
نيك تيري (بالإنجليزية: Nick Terry)‏ هو لاعب سنوكر بريطاني، ولد في 15 سبتمبر 1967.

## روابط خارجية
- نيك تيري على موقع CueTracker.net (الإنجليزية)